# Казанська (станиця)
Казанська — станиця в Кавказькому районі Краснодарського краю, Росія. Центр Казанського сільського округу. Населення — 10,6 тис. осіб (2002).
Розташована на високому правому березі річки Кубань за 8 км на захід від міста Кропоткін, 130 км східніше Краснодару. Залізнична станція на залізниці Краснодар — Кропоткін (станція Кавказька), приміські потяги.

## Історія
Назву свою станиця отримала по найменуванню Казанського полку Кавказької армії, котрий спочатку був розквартирований на редуті, побудованому на місці майбутньої станиці (десь між 1788 по 1791). Станиця Казанська заснована 1802 року переселеними на Кубань донськими козаками у складі Лінійного козачого війська.